# Лавка древностей (Лондон)
Лавка древностей (англ. The Old Curiosity Shop — магазин старых диковинок) — антикварный магазин Лондоне, по адресу Портсмут-стрит, дом № 13-14. Находится в центре города, в Вестминстере, на территории, которую в настоящее время занимает Лондонская школа экономики и политических наук.
Здание было построено в XVI веке из дерева, из которого ранее был построен корабль, и является одним из старейших в Лондоне. Одно из немногих, оно уцелело во время Большого Лондонского пожара в 1666 году. Во время бомбардировок Лондона немецкой авиацией во время Второй мировой войны также избежало повреждений.
Своё современное название магазин получил после 1840—1841 годов, когда публиковалось и приобрело популярность одноименное произведение Чарльза Диккенса. Современное заведение придерживается стиля, передающего атмосферу лавки, описанной в романе.